# Thermoforese
Thermoforese (ook wel Soreteffect of Ludwig-Soret-effect) is een fenomeen waarbij verschillende soorten deeltjes verschillend reageren op de kracht die een temperatuurgradiënt op die deeltjes uitoefent.
Thermoforese werd voor het eerst beschreven voor gasvormige mengels door John Tyndall in 1870 en verder uitgewerkt door John Strutt in 1882. Ditzelfde effect in vloeistoffen werd voor het eerst beschreven door Carl Ludwig in 1856 en verder uitgewerkt door Charles Soret in 1879.